# 小牧正英
小牧 正英（こまき まさひで、1911年9月25日 - 2006年9月13日）は、日本のバレエダンサー、振付家である。

## 生涯
本名を菊池榮一といい、1911年に岩手県江刺郡岩谷堂町（江刺市を経て、現在の奥州市）の素封家に生まれた。1928年に上京し、翌1929年、目白商業学校2年編入。中学生の頃、大田黒元雄著『ロシア舞踊』という本に出会い、感動する。1933年21歳のとき、目白商業を卒業し画家を志してパリ留学を計画し、シベリア鉄道に乗り込もうと大連まで行き貨車に忍び込むが、その企図は失敗に終わり強制送還された。翌1934年彼はハルピンでバレエ学校のハルピン音楽バレエ学校に入学し、キャトコフスカヤ女史のクラスで1939年の卒業まで研鑽を積む。
1940年、上海バレエ・リュスに入団した。これは、バレエ学校同級生ニーナ・コゼヴニコワの紹介で上海バレエ・リュスから招聘されたものだった。オードリー・キングに師事し、彼は同バレエ団で『白鳥の湖』『火の鳥』『ペトルーシュカ』などの公演で主要な役柄を踊った。
戦後の1946年、上海から引き揚げてきた小牧は同年東京バレエ団の結成に参加した。同年8月9日から東京バレエ団は、小牧が引き揚げの際に持ち帰ったバレエ音楽の楽譜を基にして『白鳥の湖』全幕を日本初演し、小牧は振付・演出とともに主演も務めた。
1947年には小牧バレエ団を結成して、『イゴール公』『ジゼル』などさまざまなバレエ作品を上演し、多くの人材を育てた。1950年には有楽座で『ペトルーシュカ』を日本初演し、自らペトルーシュカを踊った。1954年に日劇で上演された『火の鳥』では、当時の世界的バレリーナ、ノラ・ケイがタイトルロールを踊り、小牧がイワン王子を踊って、公演期間中の24日間を通して満席になったという。1958年の日本バレエ協会設立に当たっては、発起人の一人を務めている。
長きにわたって日本バレエ界で活躍を続けた。東京白金台に居住、2006年に死去。

## 主な振付・日本初演作品
- 1946年 (昭和21) 『白鳥の湖』帝国劇場[18][19]
- 1946年 (昭和21) 『シェヘラザード』帝国劇場[20][21]
- 1946年 (昭和21) 『パガニーニ幻想』帝国劇場[20][22]
- 1947年 (昭和22) 『バラの精』帝国劇場[23][24]
- 1947年 (昭和22) 『バラード』（オリジナル） 大阪朝日会館[3]
- 1947年 (昭和22) 『コッペリア』帝国劇場[23][25]
- 1947年 (昭和22) 『胡桃割り人形』日劇[3]
- 1948年 (昭和23) 『イゴール公』帝国劇場[26][27]
- 1949年 (昭和24) 『受難』（オリジナル）』大阪朝日会館[28][29]
- 1950年 (昭和25) 『ペトルウシュカ』有楽座[30][31]
- 1950年 (昭和25) 『ワルプルギスの夜』帝国劇場[3]
- 1952年 (昭和27) 『眠れる森の美女』日劇[32][33]
- 1952年 (昭和27) 『ドン・キホーテ』日比谷公会堂[3][32]
- 1953年 (昭和28) 『ジゼル』関西宝塚大劇場[34][35]
- 1954年 (昭和29) 『火の鳥』日劇[36]
- 1954年 (昭和29) 『リラの園』日劇[37][38]
- 1954年 (昭和29) 『カフェ・バア・カンカン』日劇[37][39]
- 1955年 (昭和30) 『日輪』（オリジナル）日比谷公会堂[40][41]
- 1959年 (昭和34) 『金鶏』産経ホール[42]
- 1963年 (昭和38) 『お蝶夫人』（オリジナル）日比谷公会堂[3]
- 1979年 (昭和54) 『やまとへの道』（オリジナル）東京文化会館[3]

## 出演

### 上海バレエ・リュス
小牧正英が1940年から1945年まで所属した上海バレエ・リュスでの出演演目。
- 『白鳥の湖』 (1940年) [43]
- 『ジゼル』 (1942年)[44]
- 『金鶏』 (1943年)[45]
- 『アルミ―ドの館』 (1943年)[46]
- 『シェヘラザーデ』 (1943年)[46]
- 『バラの精』 (1944年) [47]
- 『ペトルウシュカ』 (1944年) [48]
- 『エスメラルダ』 (1945年)[49]
- 『牧神の午後』[47]
- 『ナルシスとエホー』[50]
- 『イゴール公』[51]
- 『胡桃割り人形』[52]
- 『眠りの森の美女』[52]
- 『レ・シルフィード』[52]
- 『カルナヴァール』[52]
- 『イワンの馬鹿』[52]
- 『ドン・キ・ホーテ』[52]
- 『火の鳥』[52]
- 『ライモンダ』[52]
- 『海賊』[52]
- 『第四交響曲』[52]
- 『新世界』[52]
- 『展覧会の絵』[52]
- 『コッペリア』[52]
- オペラ「ファウスト」「デモン」「椿姫」「カルメン」「ルサルカ」の中のバレエ[52]

### 映画
- 幸運の椅子（1948年）
- 覗かれた足（1951年）
- 女性に関する十二章（1954年）
- 少年探偵団・第一部 二十面相の復讐（1957年）[53]
- 少年探偵団・第二部 夜光の魔人（1957年）
- 壊音 KAI-ON（2002年）

## 著書
- 『ペトルウシュカの独白』（1975年、三恵書房）
- 『バレエと私の戦後史』（1977年、毎日新聞社）
- 『バレエへの招待』（1980年、日本放送出版協会）
- 『晴れた空に… - 舞踊家の汗の中から』（1984年、未來社）
- 『劇場芸術への道 - オペラ・バレエ・演劇を志す人のために』（1984年、未來社）

## 主な受賞歴
- 第1回毎日演劇賞演出賞（1946年）
- ニムラ舞踊賞（1975年）
- 紫綬褒章（1978年）
- 舞踏功労賞（東京新聞社、1983年）
- 勲四等旭日章（1986年）